# 親衛隊勤続章
親衛隊勤続章（しんえいたいきんぞくしょう、ドイツ語: SS-Dienstauszeichnung）は、ナチス・ドイツの勲章。

## 概要
1938年1月30日にアドルフ・ヒトラーによって制定された(ただし、資料によっては1936年3月14日と記されているものもある)。
親衛隊勤続章には4年、8年、12年、25年、40年の5等級からなり、勤続年数に応じてデザインが変更されていた。勤続章にはFÜR TREUE DIENSTE IN DER SS(SSへの忠勤のため)と刻まれている。それぞれの勤続章はミュンヘンのカール・ディービチによってデザインされた。
授与対象は一般親衛隊及び親衛隊特務部隊（武装親衛隊）や親衛隊髑髏部隊、バート・テルツ親衛隊士官学校を包括した親衛隊員全般である。

## 等級

### 4年
4年勤続章は黒色のメダルである。親衛隊勤続章の中では最も多く授与された。対象は男性の親衛隊下士官に限られた。

### 8年
8年勤続章は銅色のメダルである。対象は全ての親衛隊員である。

### 12年
12年勤続章は銀色のハーケンクロイツを模したメダルである。

### 25年
25年勤続章は金色のハーケンクロイツを模したメダルである。

### 40年
40年勤続章は制定されていたが、親衛隊自体が40年続かなかったので授与されることはなかった。

## 他部門
親衛隊勤続章は親衛隊に対しての章であり、ドイツ国防軍には国防軍勤続章が別に用意されていた。また、NSDAPにはNSDAP勤続章が、警察には警察勤続章が設けられていた。